# Relaciones Venezuela-Zambia
Las relaciones Venezuela-Zambia se refieren a las relaciones internacionales que existen entre Venezuela y Zambia. Ambos países establecieron relaciones diplomáticas en 1978.

## Historia
Venezuela y Zambia establecieron relaciones diplomáticas en 1978.
El 31 de enero de 2019, Nicolás Maduro recibió las cartas credenciales de la embajadora designada por Zambia, Alfreda Chilekwa Laos. El 4 de octubre el presidente de Zambia, Edgar Lungu, recibió las cartas credenciales del embajador de Venezuela ante Angola, Marlon Peña, también concurrente con Santo Tomé y Príncipe.

## Misiones diplomáticas
- Venezuela cuenta con una embajada concurrente en Luanda, Angola.[4]
- Zambia cuenta con una embajada concurrente en Brasilia, Brasil.